# Наперсный крест Петра I

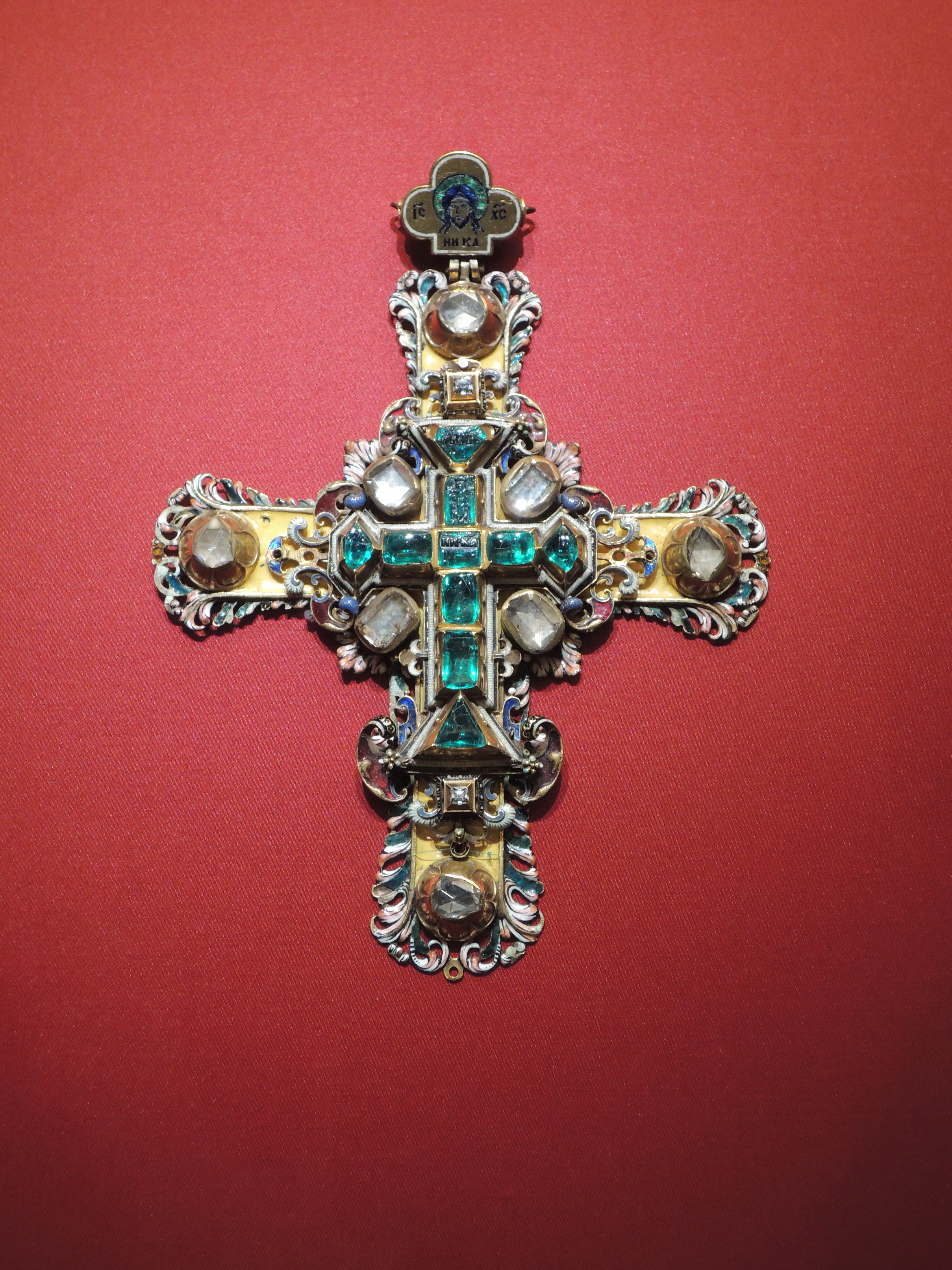
Наперсный крест царя Петра Алексеевича

Напе́рсный крест Петра́ I Алексе́евича — одна из царских регалий, которая хранится ныне в собрании Оружейной палаты Московского Кремля.
В 1682 году при коронации сразу двух монархов все древние регалии достались старшему брату — Ивану V Алексеевичу, в том числе наперсный крест Мономахов. Для его младшего брата Петра I Алексеевича была сделана личная регалия подобного рода.
Золотой крест Петра I был произведён российскими мастерами в начале 1680-х годов.
Золотой эмалированный крест украшен 12 алмазами и десятью изумрудами. В верхней части креста находится изображение Спаса Нерукотворного, большие изумруды расположены орнаментом в его средней части и на одном из них вырезано Распятие, на другом — «Царь Славы», на третьем — «НИКА». Изумруд, который расположен на обратной стороне креста, содержит изображение апостола Петра — святого покровителя царя Петра.
Крест был личной драгоценностью Петра I до самой смерти. Оружейной палате он был передан в 1727 году.
Весит крест 42 золотника (около 100 г), в 1727 году он был оценён в 506 рублей.